# Dandeli
Dandeli è una città dell'India di 53.287 abitanti, situata nel distretto del Kannada Settentrionale, nello stato federato del Karnataka. In base al numero di abitanti la città rientra nella classe II (da 50.000 a 99.999 persone).

## Geografia fisica
La città è situata a 15° 16' 0 N e 74° 37' 0 E e ha un'altitudine di 472 m s.l.m..

## Società

### Evoluzione demografica
Al censimento del 2001 la popolazione di Dandeli assommava a 53.287 persone, delle quali 27.249 maschi e 26.038 femmine. I bambini di età inferiore o uguale ai sei anni assommavano a 5.900, dei quali 3.013 maschi e 2.887 femmine. Infine, coloro che erano in grado di saper almeno leggere e scrivere erano 39.606, dei quali 22.019 maschi e 17.587 femmine.